# Hélice toroidal

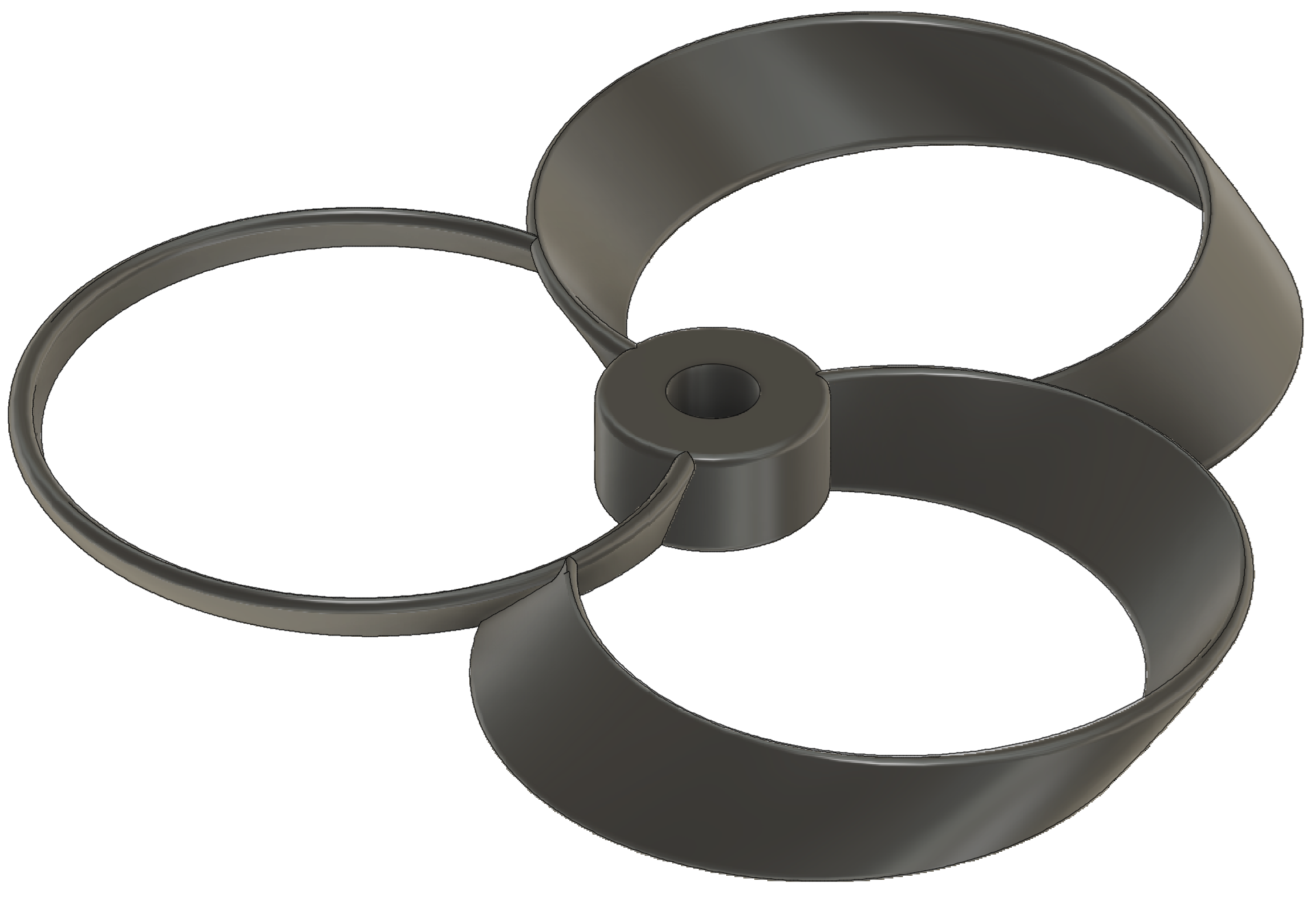
Hélice toroidal

Uma hélice toroidal é um tipo de hélice em forma de anel. As hélices toroidais são significativamente mais silenciosas (especialmente em frequências audíveis, entre 20 Hz e 20 kHz) e são consideradas mais eficientes do que as hélices tradicionais, tanto no ar quanto na água. As hélices toroidais são promissoras para reduzir a poluição sonora por meio do transporte aéreo e marítimo mais silencioso.

## Design e função
O design distribui os vórtices gerados pela hélice ao longo de toda sua forma, o que significa que o ruído gerado é distribuído e amortecido mais rapidamente.   O desenho da hélice tem semelhanças com o design de asa fechada que tem um formato anular e, portanto, distribui os vórtices gerados ao longo de toda a forma e não apenas na ponta. 